# Cleidogona scandens
Cleidogona scandens är en mångfotingart som beskrevs av Hoffman 1975. Cleidogona scandens ingår i släktet Cleidogona och familjen Cleidogonidae. Inga underarter finns listade i Catalogue of Life.